# Lozèn (Sofia)
Pour l’article homonyme, voir Lozen.
Lozèn (bulgare : Лозен) est un village situé dans l'ouest de la Bulgarie, au sud-est de la capitale Sofia.

## Géographie et organisation
Le village est situé dans la partie sud-est de l'agglomération de Sofia, à 17 km du centre-ville. Il fait partie de l' arrondissement de Pantcharèvo, de la commune de Sofia.

## Galerie

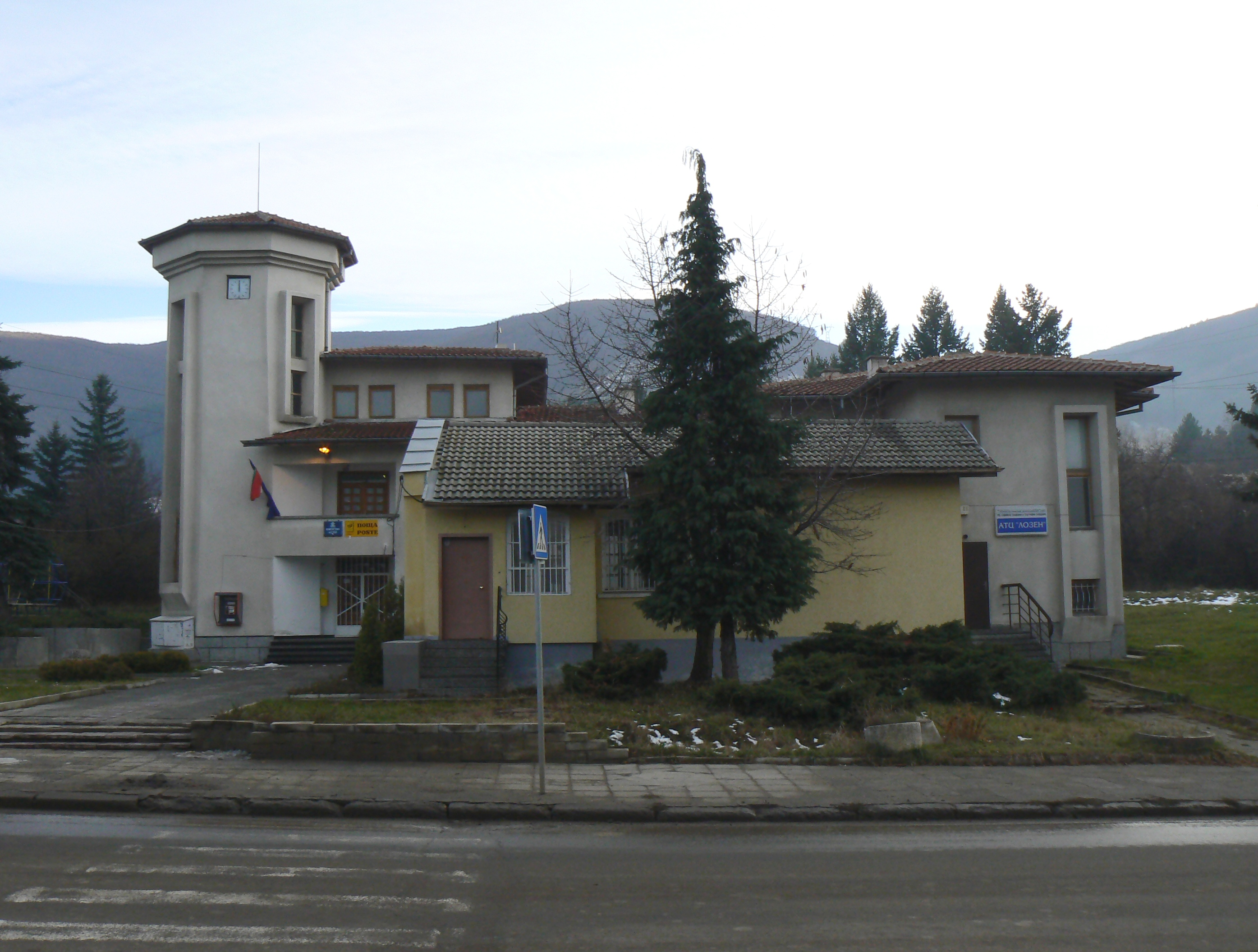
La mairie-annexe
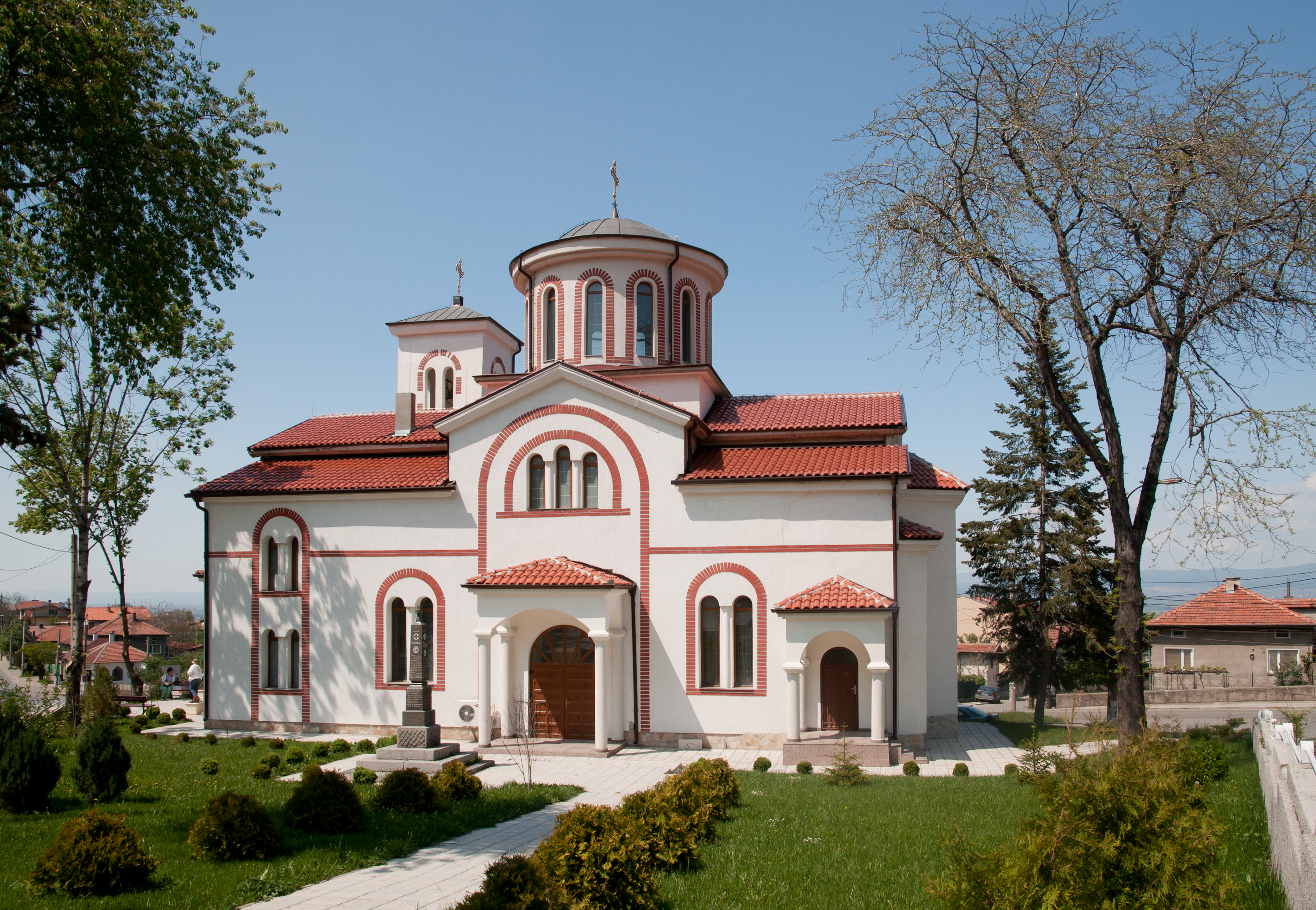
L'église Saint-Anasthase
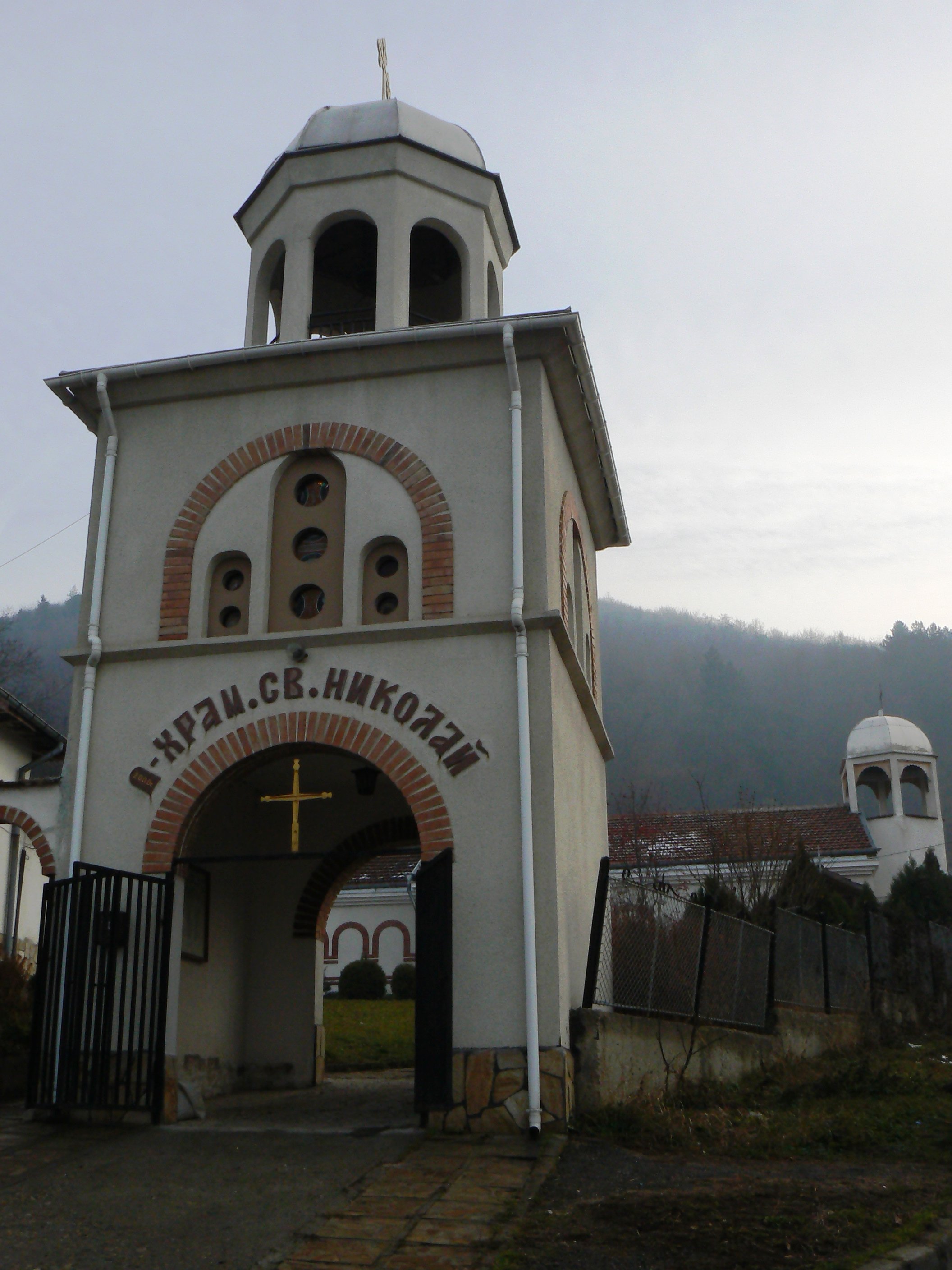
L'église Saint-Nicolas
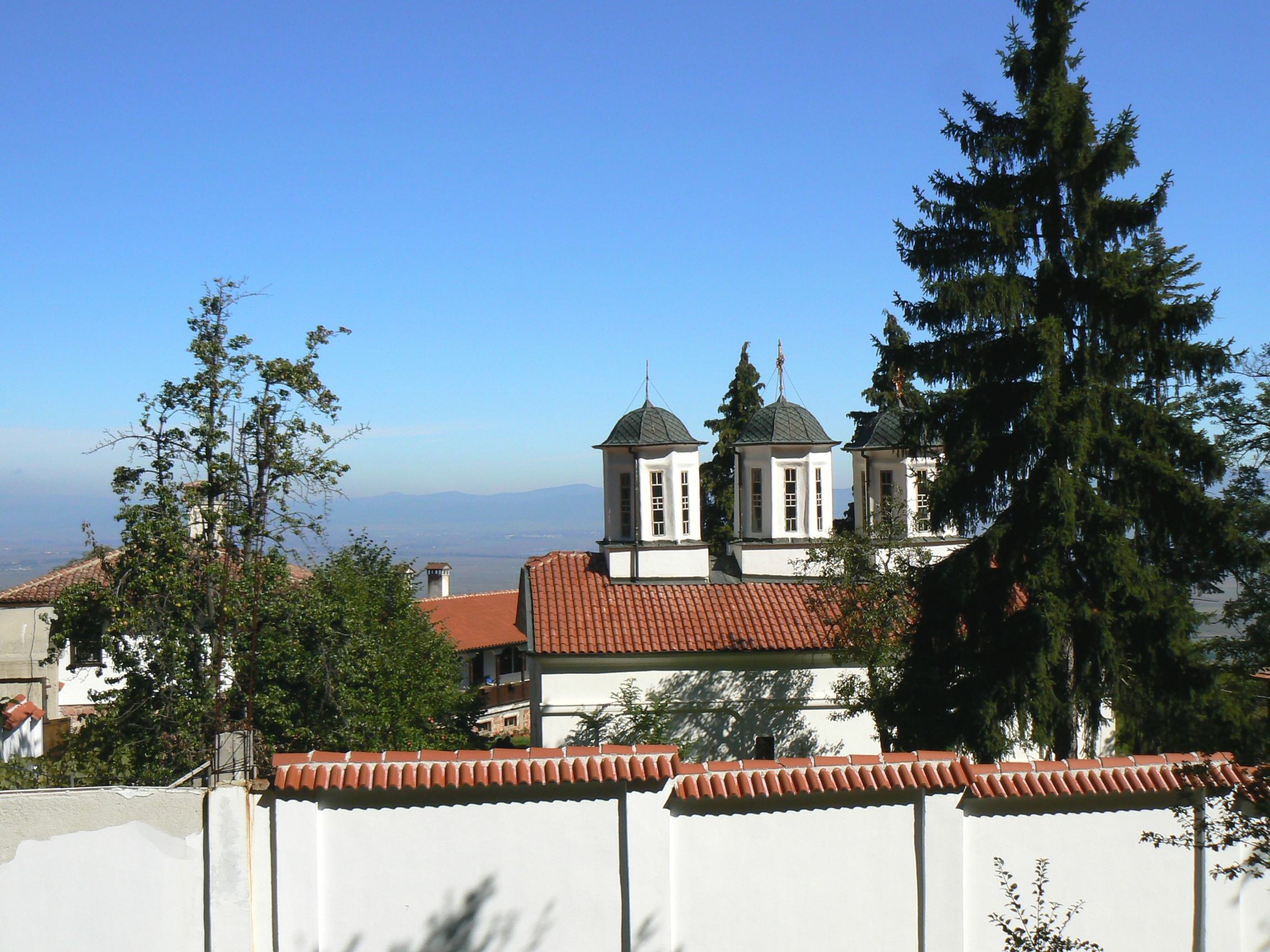
Le monastère de Lozèn
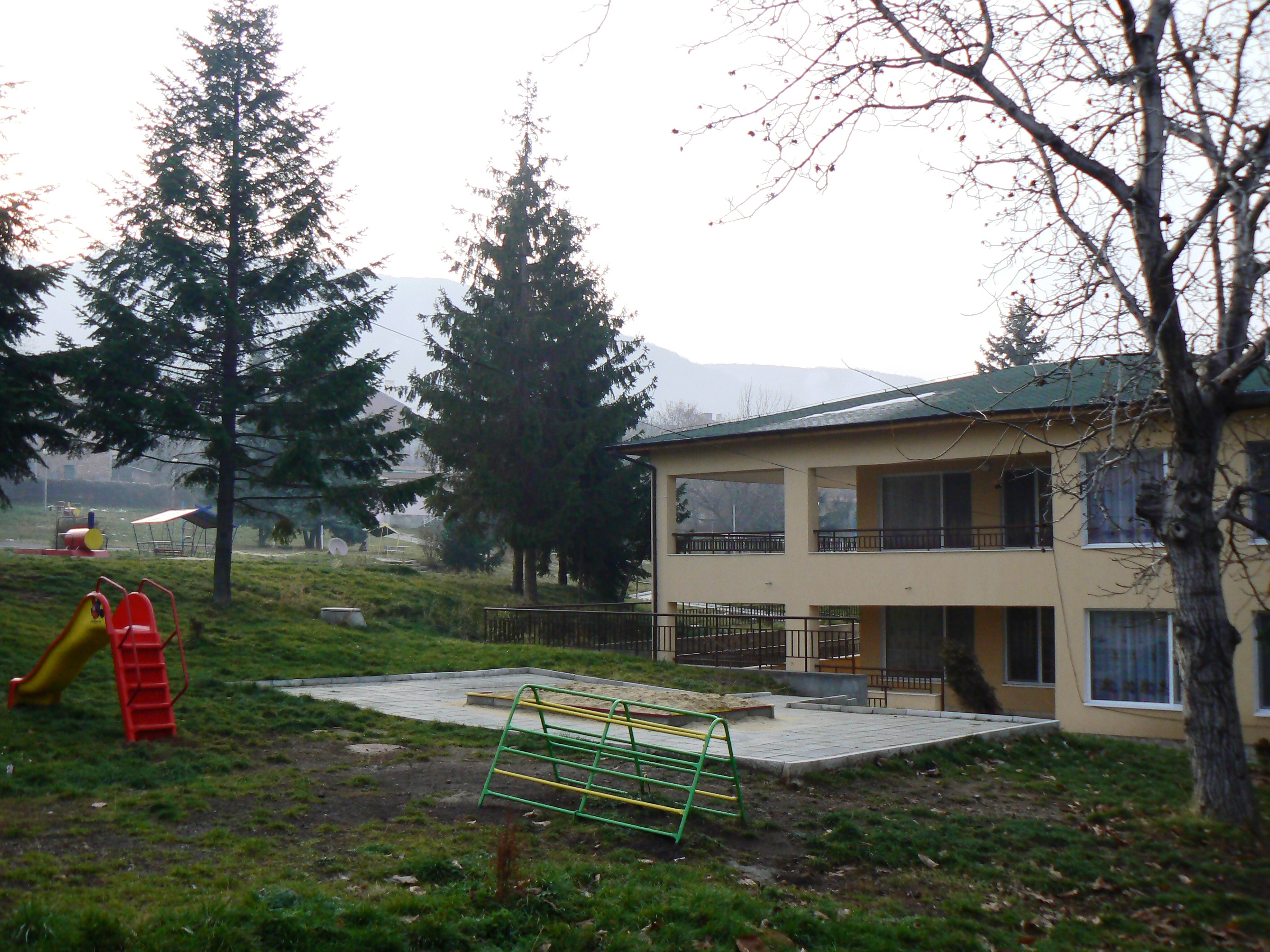
Le jardin d'enfants municipal
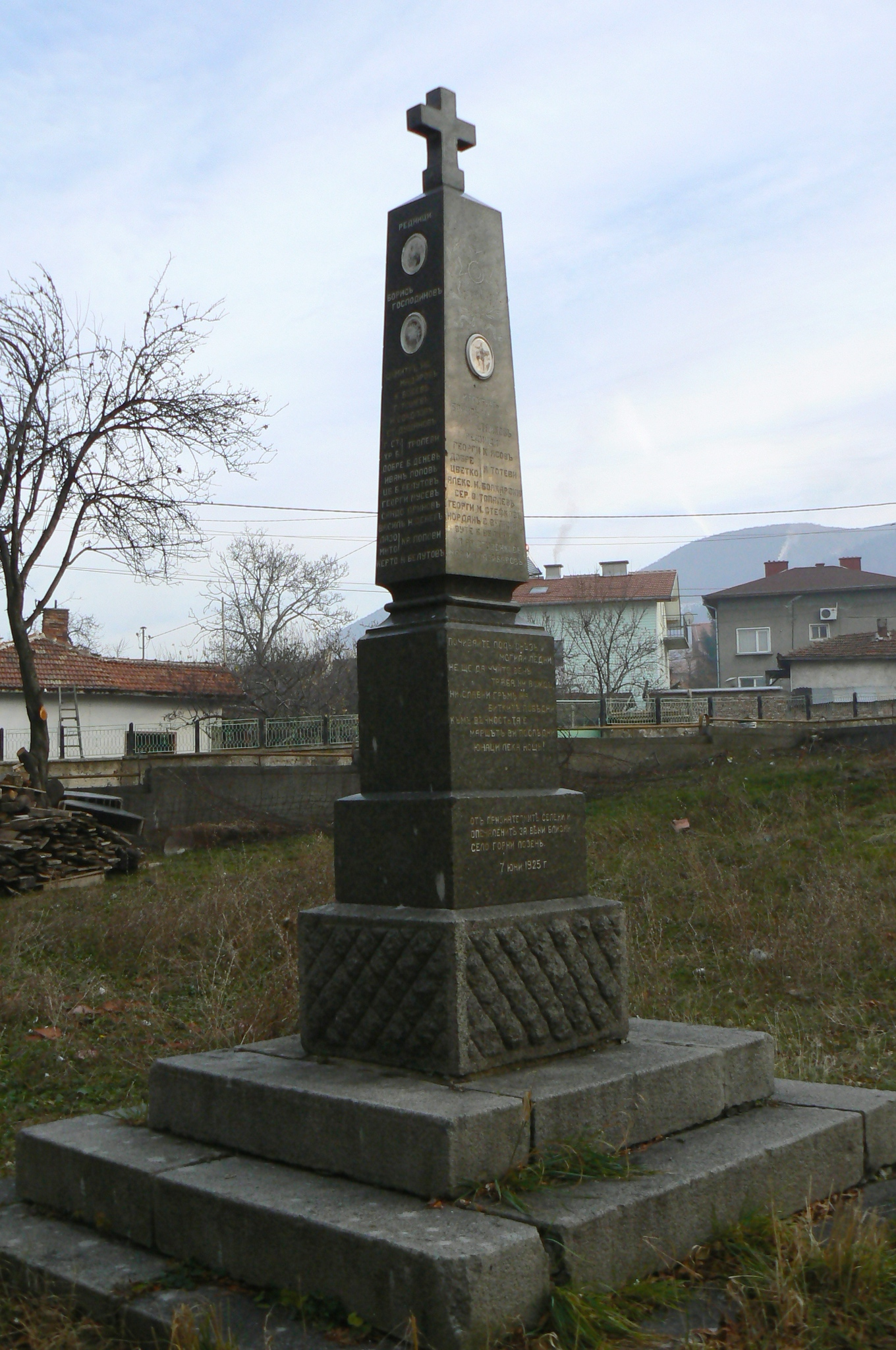
Le monument aux morts